# Ehsan Noroozi
Ehsan Noroozi, född i maj 1981 i Iran, är en iransk-svensk programledare i radio. Han arbetade fram till och med 2010 för Sveriges Radio. Noroozi är verksam i Free Iran Sweden, ett nätverk av exiliranier för fred och frihet i Iran.

## Radiokarriär
Då den nya radiokanalen Din Gata startade i Malmö fick Noroozi anställning som programledare. I februari 2006 radiodebuterade han. I december 2008 var Noroozi en av tre programledare för Sveriges Radios biståndssatsning Musikhjälpen 2008 där han tillsammans med Henrik Torehammar och Kitty Jutbring sände radio och TV live i sex dygn för att samla in pengar till världens flyktingar genom Radiohjälpen.
Under sommaren 2011 begav sig Ehsan ut på en bytesturné runt om i Sverige, där han bytte till sig folks ting mot P3-prylar han bar med sig. Allting för att samla ihop saker att kunna auktionera ut under Musikhjälpen-veckan senare under året.

## Filmografi
- 2008 – Mañana[1]

## Utmärkelser
- 2006: Ollénpriset[2]
- 2007: Stora Radiopriset[3]
- 2008: Gyllene hjulet [4]